# حمالة مفاتيح

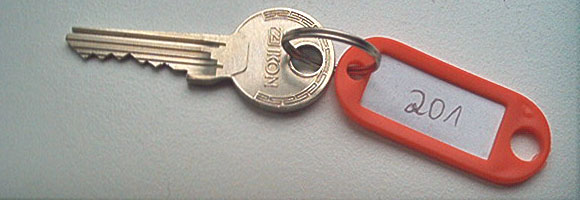
حمالة مفاتيح بسيطة.

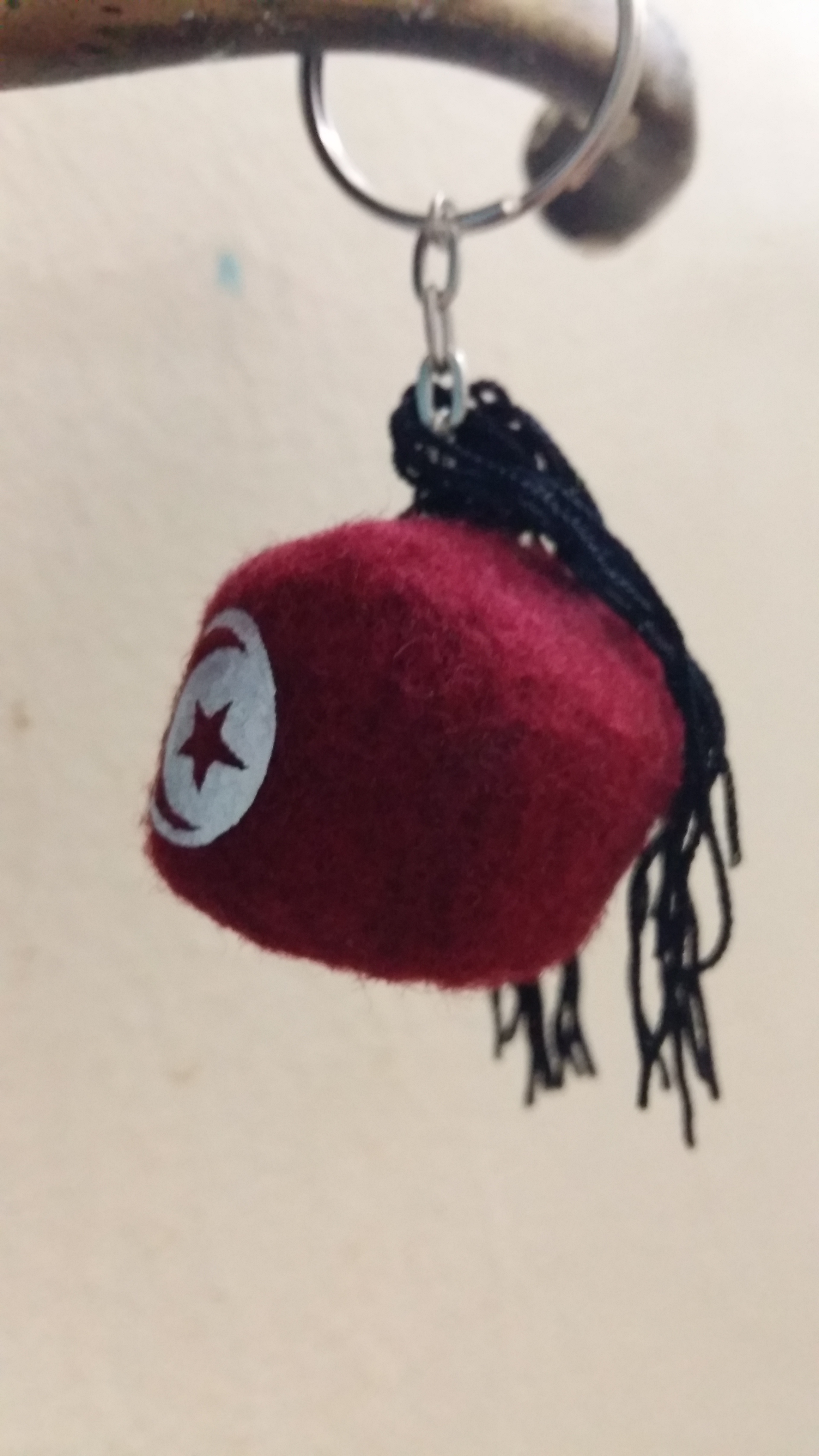
حمالة مفاتيح في شكل شاشية مع العالم التونسي.

حمالة مفاتيح (الجمع: حَمَّالَات مَفَاتِيْح) والتي تسمى أيضًا شكلة مفاتيح (الجمع: شَكْلَات مَفَاتِيْح) وهي أداة تستعمل لتجميع مجموعة من المفاتيح في حلقة واحدة تكون مصحوبة بلعبة أو تمثال مصغرة ليزيدها رونقة. في أبسط أشكاله، حمالة مفاتيح هو حلقة بسيط . ويمكن أيضا توفير حلقة مع تسمية تفيد اسم أو رقم لتحديد المفتاح.